# Re:al Axis
『Re:al Axis 』（リアルアクシス）は、2018年12月5日に発売されたRe:valeの1stアルバムである。
Re:valeはスマートフォン向けゲーム『アイドリッシュセブン』に登場するユニットであり、劇中においてはベテランのアイドルとして設定されている。
豪華盤、初回限定盤、通常盤の3形態で発売される。また、初回生産分限定特典としてオリジナルフォトブック等が付属する。
本作は1stシングルと2ndシングルの表題曲及びカップリング曲に加えて新曲もいくつか収録されており、ジャンルも曲調も様々である。

## 収録曲
1. NO DOUBT
2ndシングル表題曲。
2. 激情
作詞と作曲はいきものがかりの水野良樹が担当しており、歌謡曲のような曲調を特徴とする[3][4]。メンバーの保志総一朗は、「いきものがかり節というか水野節が感じられる、普遍的なカッコ良さというあらたな血をRe:valeに注入してくれました」とMikikiとのインタビューの中で話しており、同席していた立花慎之介は従来の楽曲とは異なるメロディラインやアーティスト性に苦労したと振り返っている[4]。
また、保志は超!アニメディアとのインタビューの中で、同楽曲がRe:valeのストレートなかっこよさを出していると同時に、百や千の葛藤や秘めた感情が歌詞に込められていると話している[5]。
TVアニメ『アイドリッシュセブン Second BEAT!』15話では、TRIGGER とIDOLiSH7によるカバーバージョンが挿入歌として用いられており、こちらは同作のサウンドトラック『BEYOND THE SHiNE』にて収録されている[6]。
3. Dis one.
1stシングルカップリング曲。
4. 太陽のEsperanza
2ndシングルカップリング曲。
5. TO MY DEAREST
配信限定シングル。
6. 星屑マジック
ゲーム内イベント「星巡りの観測者」および同名の劇中劇の主題歌[3]。
同楽曲はディスコのような曲調であり、保志は肩ひじ張らずに大人の余裕を感じさせるおしゃれさがあるとMikikiとのインタビューの中で話している[4]。また、保志は、イベントの内容に合わせて歌詞におしゃれな言葉を使っているのではないかと超アニメディアとのインタビューの中で話している[5]。一方、立花は縦ノリのリズムがユニットにとって新しいと話している[4]。
7. 奇跡
8. SILVER SKY
1stシングル表題曲。

### 楽曲クレジット
| 出典： |                     |            |                  |                |
| #      | タイトル            | 作詞       | 作曲             | 編曲           |
| 1.     | 「NO DOUBT」        | 結城アイラ | 小高光太郎・UiNA | 小高光太郎     |
| 2.     | 「激情」            | 水野良樹   | 水野良樹         | 鈴木Daichi秀行 |
| 3.     | 「Dis one.」        | 真崎エリカ | 田中俊亮         | 田中俊亮       |
| 4.     | 「太陽のEsperanza」 | 結城アイラ | 渡邉俊彦         | 渡邉俊彦       |
| 5.     | 「TO MY DEAREST」   | 結城アイラ | ラムシーニ       | ラムシーニ     |
| 6.     | 「星屑マジック」    | Saku       | Saku             | Saku           |
| 7.     | 「奇跡」            | Shogo      | 山田高弘         | 齋藤真也       |
| 8.     | 「SILVER SKY」      | 結城アイラ | 網本ナオノブ     | 網本ナオノブ   |

## チャート成績
本作はBillboard JAPAN Top Albumsおよび、オリコン週間アルバムランキングにおいて4位にランクインした。